# New Road Team
El New Road Team es un equipo de fútbol de Nepal que milita en la Liga de Fútbol de Nepal, la liga de fútbol más importante del país.
Fue fundado en el año 1934 en la capital Katmandú, siendo uno de los equipos más viejos de Nepal  y cuenta con representación en otros deportes como el críquet. Ha sido campeón de liga en 4 ocasiones y ha ganaod 2 torneos de copa.
A nivel internacional ha participado en 3 torneos continentales, donde en ninguno de ellos ha podido avanzar más allá de la Primera Ronda.

## Palmarés
- Liga de Fútbol de Nepal: 4

1960/61, 1962/63, 1978, 1995
- National League Cup: 1

1985
- Copa Oro Mahendra: 1

1998

## Participación en competiciones de la AFC
- Copa de Clubes de Asia: 2 apariciones

1986 - Ronda clasificatoria
1997 - Primera ronda
- President's Cup: 1 aparición

2010 - 3.º en la fase de grupos